# Fraseologisme
Een fraseologisme, fraseem, fraseologische eenheid of vaste verbinding is in de fraseologie, een tak van taalkunde, een vaste combinatie van twee of meer afzonderlijke woorden met een specifieke betekenis binnen het grotere geheel van de zin.  Een dergelijke vaste verbinding vormt in het algemeen een syntactische eenheid en bestaat uit drie tot vijf à zes woorden. De grammaticale functie komt vaak overeen met die van een bijwoord, bijwoordelijke bepaling of naamwoordelijk deel. Daarnaast nemen deze verbindingen soms de functie over van individuele woorden en woordsoorten.
Een fraseologische eenheid wordt door sommige taalkundigen (zoals Kunin A.V.) gedefinieerd als "een vaste woordcombinatie met een geheel of gedeeltelijk overdrachtelijke betekenis". Het gebruik ervan hangt tevens nauw samen met de beeldspraak.

## Vorming
Het zich vormen van een vaste verbinding staat bekend als fraseologisering. Hierbij worden twee algemene fasen doorlopen: 
- Vorming van een grammaticale collocatie door het combineren van individuele lexemen.
- De collocatie wordt gaandeweg zo vaak gebruikt dat het geen "toevallige" combinatie meer is, waarmee de verbinding tot een echte, vaste eenheid is geworden met een specifieke betekenis. Men spreekt in dit verband ook wel van idiomatisering.

De betekenis van eenmaal vast geworden woordcombinaties verschilt vaak sterk van de betekenis van elk der samenstellende delen (i.e. de lexemen) afzonderlijk. Deze semantische ondoorzichtigheid treedt in het algemeen niet op bij "gewone" grammaticale collocaties ofwel vrije verbindingen, zoals in de tuin en  op iemand wachten. Dergelijke specifieke betekenissen moet door vreemdetaalverwervers – en niet zelden ook door moedertaalsprekers – van buiten worden geleerd en worden in woordenboeken afzonderlijk vastgelegd.

## Typen
Het eerste type fraseologismen bestaat uit een combinatie van een voorzetsel en een naamwoord of naamwoordgroep. Enkele willekeurige voorbeelden in het Nederlands: het zwarte goud, aan de drank, in mijn/zijn/haar (etc.) sas, op de hoogte, zout water.
Het tweede type heeft een werkwoord als basis. Dit werkwoord wordt zoals gewoonlijk vervoegd naargelang de context in het zinsverband, maar voor de rest is de vaste verbinding onveranderlijk: zorg dragen (voor), afscheid nemen, de kool en de geit sparen, eieren voor zijn geld kiezen, de tafel dekken
Het derde type vaste verbinding betreft de zogeheten voorzetseluitdrukkingen. Dit zijn vaste verbindingen die in het algemeen met een voorzetsel beginnen en eindigen, terwijl hun grammaticale functie tevens overeenkomt met die van een individueel voorzetsel als zodanig: aan de hand van, in plaats van, door toedoen van, in verband met. Met name in dit type vaste verbinding levert het zelfstandig naamwoord veel van zijn syntactische eigenschappen in; zo heeft het bijvoorbeeld vaak geen lidwoord en is het niet meer combineerbaar met andere naamwoorden.

## Fraseologisering in historisch perspectief
In veel Europese talen – waaronder het Nederlands en Engels – is de trend waar te nemen dat fraseologismen in de loop van eeuwen een steeds belangrijkere rol zijn gaan spelen.
Zeker is dat het Oudnederlands nog vrijwel geen vaste verbindingen kende. Hoewel er wel een verband is gesuggereerd tussen het verdwijnen van naamvallen in een taal en de opkomst van vaste verbindingen – de belangrijke rol die het individuele woord voorheen had zou als het ware zijn vervangen door een "teamverband" van woorden die elk afzonderlijk weinig kunnen – , wordt dit onder meer door Joop van der Horst in twijfel getrokken. Hij wijst erop dat bijvoorbeeld het Pools ook zeer veel vaste verbindingen heeft, terwijl deze taal tegelijk nog steeds zeer rijk is aan naamvallen.

## Fraseologismen op taaloverstijgend niveau
Vaste verbindingen zijn een van de elementen in de taal die problemen kunnen opleveren bij het vertalen, daar ze vanuit de brontaal meestal niet letterlijk in de doeltaal kunnen worden vertaald.